# Военни паметници в област Благоевград
Това е списък на военните паметници в област Благоевград:
| Община      | Населено място                                                                                                  | Обект | Местоположение | Снимка |
| ----------- | --- | --- | --- | ------ |
| Банско      | Добринище | Гроб на незнайния воин | В местността Матевец, на мястото, където през Междусъюзническата война в 1913 г. загива Иван Маринкин от Самоковско |        |
| Благоевград | Благоевград | Паметник на незнайния македонски четник | На площад „Македония“                                                                                               |        |
| Благоевград | Благоевград | Надгробен паметник на капитан Светослав Акрабов и капитан Христо Камберов, загинали през Междусъюзническата война през юли 1913 г.                                                                                                  | В двора на „Въведение Богородично“                                                                                  |        |
| Благоевград | Благоевград | Надгробен паметник на поручик Александър К. Стоянов и поручик Васил Василев, загинали през Междусъюзническата война през юли 1913 г.                                                                                                | В двора на „Въведение Богородично“                                                                                  |        |
| Благоевград | Благоевград | Паметник костница на загиналите във войните 1912 – 1918 г. | В Старите гробища                                                                                                   |        |
| Благоевград | Благоевград | Братска могила костница на 5-те паднали руски офицери и подофицери от Киевското Константиновско военно училище 1922 – 1923 г. | В Старите гробища                                                                                                   |        |
| Благоевград | Благоевград | Паметна плоча на загиналите граждани от община Благоевград във войните за обединението и независимостта на България | На фасадата на пощата                                                                                               |        |
| Благоевград | Благоевград | Паметна плоча на Георги Измирлиев Македончето (1851 – 1876), апостол на Априлското въстание в 1876 г. | На оградата на родния му дом на улица „Бистрица“                                                                    |        |
| Благоевград | Благоевград | Бюст паметник на Георги Измирлиев Македончето (1851 – 1876), апостол на Априлското въстание в 1876 г. | На площада срещу кметството                                                                                         |        |
| Благоевград | Благоевград | Бюст паметник на Георги Измирлиев Македончето (1851 – 1876), апостол на Априлското въстание в 1876 г. | В двора на V Средно училище „Георги Измирлиев“                                                                      |        |
| Благоевград | Благоевград | Надгробен паметник на майор Иван Орлински (? - 1879), руски офицер, командвал частта овладяла Горна Джумая в 1878 г. | В двора на „Въведение Богородично“                                                                                  |        |
| Благоевград | Благоевград | Паметна плоча на морена на мястото на посрещането на руските воини на майор Орлински през 1878 г. | До стадион „Христо Ботев“                                                                                           |        |
| Благоевград | Благоевград | Бюст паметник на Пейо Яворов (1878 - 1914), участник в борбите за освобождение на Македония | В градската градина, до хотел „Ален мак“                                                                            |        |
| Благоевград | Благоевград | Паметник на Македоно-одринското опълчение (1912 – 1913) и паметни плочи с имената на опълченците от района | На площад „Мите Марков“ пред Младежкия дом                                                                          |        |
| Благоевград | Благоевград | Паметник на Гоце Делчев (1872 - 1903), водач на ВМОРО | На площад „Македония“                                                                                               |        |
| Благоевград | Благоевград | Надгробен паметник на Мите Марков (1842 – 1876), революционер, обесен от османците | В парка „Ловен дом“                                                                                                 |        |
| Благоевград | Благоевград | Надгробен паметник на подпоручик Александър Иванов, загинал в Междусъюзническата война на 16 юли 1913 г. | В парка „Ловен дом“                                                                                                 |        |
| Благоевград | Благоевград | Надгробен бюст паметник на Асен Дерменджиев (1923 – 1944), загинал във Войната срещу Нацистка Германия на 16 септември 1944 г. | В Старите гробища                                                                                                   |        |
| Благоевград | Благоевград | Паметна плоча на братя Дерменджиеви, загинали във Войната срещу Нацистка Германия | На родната им къща на улица „Митрополит Борис“ № 29                                                                 |        |
| Благоевград | Лешко | Паметна плоча на мястото на посрещане на руските воини през 1878 г. | На площада на селото                                                                                                |        |
| Благоевград | Дренково | Паметник на лобното място на летеца капитан Любен Кондаков (1915 – 1944), загинал в сражение с англо-американци | В местността Поповци                                                                                                |        |
| Благоевград | Клисура | Паметна чешма на подполковник Кирил Чамишки, загинал при борба с пожар на 24 юли 2003 г. в местността Бетоловото край Разлог, заедно с подполковник Милко Пейковски, майор Николай Радулов и лейтенант Бойко Панайотов              | Построена до старото училище в селото                                                                               |        |
| Благоевград | Клисура | Паметна плоча на загиналите в борбите за освобождение, фашизма и Отечествената война от село Клисура | До старото училище в селото                                                                                         |        |
| Благоевград | Логодаж | Паметник на загиналите девет воини във войната срещу Нацистка Германия при село Дзвегор на 16 септември 1944 г. | На митница Логодаж                                                                                                  |        |
| Благоевград | Логодаж | Паметна плоча на Смилен Г. Палански и Йордан М. Цинцарски, загинали във войната срещу Нацистка Германия | На стената на кметството                                                                                            |        |
| Благоевград | Падеш | Чешма паметник на загиналите във войните 1912 – 1918 г. редници и офицери | На площада в селото                                                                                                 |        |
| Благоевград | Падеш | Паметна плоча на мястото на пребиваването на руските воини в селото през 1878 г. | На площада в селото                                                                                                 |        |
| Благоевград | Селище | Паметна плоча на загинали във войните 1912 – 1945 г. | На оградата на болницата, на шосето Благоевград – Логодаж                                                           |        |
| Гоце Делчев | Баничан | Паметник на мястото на пребиваването на съветски войници по време на ІІ световна война | На пътя Гоце Делчев – Благоевград                                                                                   |        |
| Гоце Делчев | Баничан | Паметник на загиналите през войните 1912 – 1913, 1915 – 1918 г. от село Баничан. | На площада на селото                                                                                                |        |
| Гоце Делчев | Борово | Паметна плоча на загиналите във войните | На площада пред кметството                                                                                          |        |
| Гоце Делчев | Брезница | Паметна плоча на незнайния войн | Пред кметството |        |
| Гоце Делчев | Гоце Делчев | Паметник на Гоце Делчев | На площад „Гоце Делчев“                                                                                             |        |
| Гоце Делчев | Гоце Делчев | Паметна плоча на морена на генерал Стилиян Ковачев (1868 – 1939), командвал Родопския отряд по време на Балканската война | В двора на Помощно училище „Васил Левски“                                                                           |        |
| Гоце Делчев | Гоце Делчев | Паметник на загиналите през войните 1912 – 1913, 1916 – 1918, 1944 – 1945 г. от община Гоце Делчев | На улица „Александър Стамболийски“                                                                                  |        |
| Гоце Делчев | Гоце Делчев | Паметник на загинали полицаи в битка с диверсионна група на 20 ноември 1944 г. | До Гоцеделчевския манастир „Света Богородица“, на пътя Гоце Делчев – Делчево                                        |        |
| Гоце Делчев | Делчево | Паметник на загиналите във войните от село Делчево | В центъра на селото                                                                                                 |        |
| Гоце Делчев | Добротино | Паметник чешма на загиналите във войните от селото | На пътя град Гоце Делчев – местността Папаз чаир                                                                    |        |
| Гоце Делчев | Папаз чаир | Паметник на Гоце Делчев в местността Папаз чаир над град Гоце Делчев | На пътя Горно Спанчево – Добротино, до отклонението за радио-телевизионния ретранслатор на връх Ореляк              |        |
| Гърмен      | Балдево | Паметник на загиналите през 1903 г. | На площада пред кметството                                                                                          |        |
| Гърмен      | Ковачевица | Паметна плоча на загиналите във войните | На фасадата на кметството                                                                                           |        |
| Гърмен      | Скребатно | Паметна плоча на загиналите във войните 1912 – 1918 г. | На фасадата на кметството                                                                                           |        |
| Кресна      | Кресна | Паметник на загиналите във войните | В квартал „Спирката“                                                                                                |        |
| Кресна      | Кресна | Храм паметник костница „Свети Иван Рилски“ на загиналите във войните 1912 – 1918 г. | В квартал „Спирката“                                                                                                |        |
| Петрич      | Долна Крушица                                                                                                   | Паметник в чест на генерал Кръстю Златарев на мястото, където в годините 1915 – 1918 е бил щабът на 11-а пехотна македонска дивизия.                                                                                                | В зоната на Гранично контролно-пропускателният пункт „Златарево“.                                                   |        |
| Петрич      | Дрангово | Дрангова чешма, паметник чешма на загиналите воини от 5-и пехотен македонски полк през 1916 г. | Край пътя за ГКПП Кулата                                                                                            |        |
| Петрич      | Дрангово | Бюст паметник на полковник Борис Дрангов (1872 – 1917), загинал по време на Първата световна война | До Дрангова чешма                                                                                                   |        |
| Петрич      | Михнево | Паметник на Андрей Г. Данаилов и Лазар Ст. Данаилов, загинали във Войната срещу Нацистка Германия | В центъра на селото                                                                                                 |        |
| Петрич      | Петрич | Паметник на загиналите за Родината | На площад „Македония“                                                                                               |        |
| Петрич      | Самуилово | Бела чешма, паметник чешма за пребиваването в района на български воини по време на Първата световна война | На 500 m южно от селото                                                                                             |        |
| Разлог      | Баня | Паметна плоча на братя Иван и Георги Гръчеви, учители, опълченци, участници в боевете край Стара Загора и Шипка и в Баненската буна през 1878 г.                                                                                    | На фасадата на кметството                                                                                           |        |
| Разлог      | Баня | Паметна плоча на загиналите през войните 1912 – 1945 г. 18 души от село Баня. | На фасадата на читалището                                                                                           |        |
| Разлог      | Баня | Надгробен паметник на младши подофицер Тодор Ликин и полковник Никола Г. Терзийски, загинали през Балканската война на 8 октомври 1912 г.                                                                                           | В двора на храма „Свети Георги“                                                                                     |        |
| Разлог      | Бачево | Паметна плоча на Димитър Михов Механджиев, загинал в Унгария във Войната срещу Нацистка Германия | На родната му къща на улица „Димо Хаджидимов“                                                                       |        |
| Разлог      | Бачево | Паметна плоча на Георги Харалампиев Манушкин, загинал в Югославия във Войната срещу Нацистка Германия | На родната му къща на улица „Георги Димитров“                                                                       |        |
| Разлог      | Бачево | Паметна плоча на Георги Петров Самарджиев, загинал в Югославия във Войната срещу Нацистка Германия | На родната му къща на улица „Димитър Благоев“                                                                       |        |
| Разлог      | Горно Драглище                                                                                                  | Паметна плоча на Тодор Пармаков (1834 – 1913), участник в Априлското въстание, опълченец, участник в Банянската буна 1878 г. | |        |
| Разлог      | Добърско | Паметна плоча на Иван Сим. Попов и Васил Ив. Попов, загинали в 1878 и 1910 г. за освобождението на Родината. | На фамилната им къща в центъра на селото                                                                            |        |
| Разлог      | Добърско | Паметна плоча на загиналите осем редовни войници в сражение с нелегалния Славчо Трънски на 3 юни 1944 г. | На 500 m северно от селото, край път                                                                                |        |
| Разлог      | Добърско | Паметна плоча с чешма на загиналите за България от село Добърско във войните през 1912 – 1918 г. | На оградата на църквата „Св. св. Теодор Тирон и Теодор Стратилат“                                                   |        |
| Разлог      | Долно Драглище                                                                                                  | Паметна плоча с чешма на загиналите за Родината във войните 1912 – 1945 г. | На малък площад в южния край на селото                                                                              |        |
| Разлог      | Долно Драглище                                                                                                  | Бюст паметник на Георги Иванов Караджов (Рилски), загинал като войник от Червената армия през Втората световна война | На централния площад в селото                                                                                       |        |
| Разлог      | Елешница | Паметник на загиналите в борбата срещу фашизма и войната срещу Нацистка Германия седем жители от селото | На площада пред кметството                                                                                          |        |
| Разлог      | Елешница | Надгробен паметник на убитите през Балканската война осем войници и офицери в местонстта Кръсто | |        |
| Разлог      | Елешница | Паметна плоча на Стефан Т. Чернев, загинал по време на Балканската война в местността Света Петка | |        |
| Разлог      | Елешница | Паметна плоча на загинали във войните | в местността Кръсто                                                                                                 |        |
| Разлог      | Разлог | Паметник на лобното място на подполковник Милко Пейковски, майор Николай Радулов и младши лейтенант Бойко Панайотов, загинали при изпълнение на служебния си дълг на 24 юли 2003 г. заедно с полковник Кирил Чамишки от Благоевград | В местността Бетоловото край Разлог                                                                                 |        |
| Разлог      | Разлог | Паметник на загиналите в Илинденско–Преображенското въстание 1903 г. | в местността Предел                                                                                                 |        |
| Разлог      | Разлог | Паметник на загиналите през войните от община Разлог | На централния площад                                                                                                |        |
| Разлог      | Разлог | Паметник на лобното място на подофицер Пенко Пенчев, загинал на 18 юли 1913 г. | В местността Столоватец                                                                                             |        |
| Разлог      | Разлог | Паметна плоча с барелеф на капитан Телемах Илиев, загинал на 16 юли 1913 г. в Междусъюзническата война за свободата на Мехомия | На улица „Телемах Илиев“                                                                                            |        |
| Разлог      | Разлог | Надгробен паметник на капитан Телемах Илиев | В двора на храма „Свети Георги“                                                                                     |        |
| Разлог      | Разлог | Паметник, надгробен на Григор Спиридонов, загинал на 17 юли 1913 г. в Междусъюзническата война | В двора на храма „Свети Георги“                                                                                     |        |
| Разлог      | Разлог | Паметник, надгробен на Лазар Г. Топалов, убит на 9 октомври 1912 г. | В двора на храма „Свети Георги“                                                                                     |        |
| Разлог      | Разлог | Паметник, надгробен на подпоручик Александър Ставрев, загинал на 16 юли 1913 г. в Междусъюзническата война | В двора на храма „Свети Георги“                                                                                     |        |
| Разлог      | Разлог | Паметна плоча с чешма и алея на освободителите | В северната част на града, под хълма Голак                                                                          |        |
| Разлог      | Разлог | Паметна плоча на подофицер Асен Благов Пудев, загинал на 12 септември 1944 г. във войната срещу Нацистка Германия | На родната му къща на улица „Калоян“                                                                                |        |
| Разлог      | Разлог | Паметник с плоча за загиналите 6 офицери и 106 подофицери и войници от 13 до 18 юли 1913 г. в Междусъюзническата война | В местността Калинова поляна, Предел, над Разлог                                                                    |        |
| Разлог      | Разлог | Паметна плоча на подофицер Борис Петров Чеканьов, загинал на 22 ноември 1944 г. в Югославия във войната срещу Нацистка Германия | На родната му къща на улица „Тодорица Попова“ № 6                                                                   |        |
| Разлог      | Разлог | Паметна плоча на редник Прифан Тодоров Колевичин, загинал на 1 октомври 1944 г. в Югославия във войната срещу Нацистка Германия | На улица „Христо Ботев“ № 45.                                                                                       |        |
| Разлог      | Разлог | Паметна плоча на подофицер Стоян Г. Арнаудов, загинал на 12 септември 1944 г. в Югославия във войната срещу Нацистка Германия | На улица „Баница“                                                                                                   |        |
| Разлог      | Разлог | Паметна плоча на подофицер Атанас Г. Тантилов, загинал на 17 йприл 1945 г. в Унгария във войната срещу Нацистка Германия | На улица „Четнишка“ № 8                                                                                             |        |
| Разлог      | Разлог | Паметник с чешма и плоча на падналите герои през 1913 г. | В местността Мразеница край стария път през Предел                                                                  |        |
| Сандански   | Бельово | Паметник на загиналите в Балканските и Първата световна война | |        |
| Сандански   | Белевехчево | Паметник на Буйно Ризов, загинал на 21 октомври 1944 г. в Унгария във войната срещу Нацистка Германия | В центъра на селото, близо до църквата                                                                              |        |
| Сандански   | Враня | Паметник на 10 българи, съсечени от турците на 29 септември 1906 г. | На тесен път сред полуразрушени къщи                                                                                |        |
| Сандански   | Враня | Паметна плоча на Димитър Манолов (1863 – 1944), учител | На фасадата на кметството                                                                                           |        |
| Сандански   | Враня | Паметна плоча на Димитър Манолов (1863 – 1944), учител | На стената на църквата                                                                                              |        |
| Сандански   | Враня | Паметна плоча на Георги Поцков (1883 – 1938), народен представител | На фасадата на кметството                                                                                           |        |
| Сандански   | Враня | Паметна плоча на Таската Серски (1878 – 1923) | На къщата в която е живял                                                                                           |        |
| Сандански   | Враня | Паметник барелеф на Таската Серски (1878 – 1923) | Пред кметството |        |
| Сандански   | Катунци | Паметна плоча на Илия Д. Дуров (7 юли 1920 – 29октомври 1944), загинал във Войната срещу Нацистка Германия | На фасадата на читалището                                                                                           |        |
| Сандански   | Ласкарево | Паметна плоча и бюст паметник на Веселин Марков Бабалеев (1920 – 1945), загинал в Унгария във Войната срещу Нацистка Германия | На фасадата на кметството и на площада пред него                                                                    |        |
| Сандански   | Левуново | Храм паметник „Свети Георги Победоносец“, възстановен от Втора армия през 1916 г. в памет на воините, паднали в Първата световна война                                                                                              | |        |
| Сандански   | Левуново | Голема чешма, чешма паметник на загиналите от Втора българска армия в Междусъюзническата война | В центъра на селото                                                                                                 |        |
| Сандански   | Мелник | Паметна плоча на избитите българи през 1913 г. в местността Грозни дол | |        |
| Сандански   | Мелник | Паметник на Яне Сандански | В източния край на града                                                                                            |        |
| Сандански   | Ново Ходжово | Паметник на лейтенант Иван Батов (1924 – 1944), загинал при защита на държавната граница | В двора на старото училище                                                                                          |        |
| Сандански   | Ново Ходжово | Паметна плоча на Димитър Шумантов, убит във Войната срещу Нацистка Германия | На фамилната му къща в центъра на селото                                                                            |        |
| Сандански   | Петрово | Паметник на загиналите във войните за обединение на България 1913 – 1918 г. | В градинката на площада                                                                                             |        |
| Сандански   | Плоски | Чешма паметник на загиналите 7 воини в Балканските и Първата световна война | Пред кметството |        |
| Сандански   | Сандански | Паметник на загиналите във войните | Пред кметството |        |
| Сандански   | Склаве | Паметник на загиналите във Войната срещу Нацистка Германия | В центъра на селото                                                                                                 |        |
| Хърсово     | Паметни плочи два броя на пет души, загинали във Войната срещу Нацистка Германия                                | На фасадата на читалище „Асен Златаров“ | |        |
| Черешница   | Паметна плоча на Спас Чакъров (март 1919 – 13 март 1945), загинал в Унгария във Войната срещу Нацистка Германия | На фасадата на сграда в центъра на селото | |        |
| Сатовча     | Ваклиново | Паметник на Вергил Ваклинов, граничар, загинал при защита на държавната граница | В парка на селото                                                                                                   |        |
| Сатовча     | Сатовча | Паметник костница на загиналите във войните 1912 – 1918 г. с паметни плочи за тях и за загиналите в Отечествената война | В центъра на селото                                                                                                 |        |
| Симитли     | Градево | Паметник на загинали участници във войните | До църквата „Свети Илия“, на пътя Симитли – Разлог                                                                  |        |
| Симитли     | Симитли | Паметник на падналите при освобождението на Симитли | Пред църквата, на шосето Симитли – Кулата                                                                           |        |
| Струмяни    | Гореме | Паметник на загиналите в Горемското въстание в 1902 г. и Илинденско–Преображенското въстание в 1903 г. | В северния край на селото                                                                                           |        |
| Струмяни    | Игралище | Паметна плоча на загиналите за Родината 1915 – 1918 г. | На фасадата на кметството                                                                                           |        |
| Струмяни    | Илинденци | Паметник на загиналите за Родината през Балканските и Първата световна война | В двора на кметството                                                                                               |        |
| Струмяни    | Микрево | Паметна плоча на загиналите във Войната срещу Нацистка Германия | На фасадата на читалище „Братя Миладинови“                                                                          |        |
| Струмяни    | Микрево | Чешма паметник на загиналите през Балканските и Първата световна война | До градинката в центъра на селото                                                                                   |        |
| Струмяни    | Струмяни | Паметник на загиналите в национално–освободителното движение и войните 1912 – 1945 г. | Пред кметството |        |
| Хаджидимово | Илинден | Паметник на борците против фашизма и падналите във войните 1912 – 1918 г. | На площада пред кметството                                                                                          |        |
| Хаджидимово | Копривлен | Паметник на загиналите за Родината през Балканските войни | В двора на Основно училище „Никола Вапцаров“                                                                        |        |
| Хаджидимово | Хаджидимово | Паметник на загиналите в Унгария във Войната срещу Нацистка Германия | В центъра на града                                                                                                  |        |
| Якоруда     | Якоруда | Паметник на загиналите за свободата и независимостта на България | В центъра на града                                                                                                  |        |